# Брызгалин, Алексей Алексеевич
Алексей Алексеевич Брызгалин (р. 25 октября 1978 года, г. Москва) — российский регбийный судья.

## Биография
Родился и вырос в Москве, в районе Фили. С регби познакомился в 3-4 классе, когда одноклассник Андрей Кузин пригласил на тренировку в команду «Фили». Первым тренером был Тимошенко А. А. После того, как на первых соревнованиях не попал в состав, забросил занятия регби и вернулся к ним в 1999 года, когда поехал работать в спортивный лагерь вместе с регбистами. После этого начал тренерскую карьеру и возобновил выступления за любительские команды (Фили, Московские Драконы, Тушино).

## Судейская карьера
Судейскую карьеру начал в 2006 году на всероссийских соревнованиях по регби среди команд юношей 1994 г.р. в городе Самара.
В 2009 обслужил первый матч Высшей Лиги.
В 2010 дебют в роли главного арбитра международного матча.
Обслуживал матчи Кубка Мира по регби-7 в 2013 году в Москве. В 2104 обслуживал финальный матч плей-офф Чемпионата России по регби между командами Енисей-СТМ и «Красный Яр».
В 2015 году судил матч Чемпионата Европы за право участия в плей-офф отбора на Кубок Мира между сборными Молдавии и Польши.
Обслуживал финал Чемпионата России по регби.
Признан лучшим судьей России по регби-7 в 2018 году.
С 2017 по 2019 год входил в топ-4 лучших арбитров РФ. Регулярно получает назначение на обслуживание международных матчей.
Имеет статус «Education world rugby». В 2019 обслуживал Кубок России.
Награжден
— Благодарностью Министерства спорта Российской федерации за значительный вклад в развитие физической культуры и спорта в Российской федерации.
— Дипломом Департамента физической культуры и спорта города Москвы за большой вклад в развитие физической культуры и спорта в городе Москвы и в связи с 90-летием со дня образования Москомспорта.
Закончил МГАФК тренерский факультет, кафедра спортивных игр (1995—1999) и Всероссийский финансово-экономический институт по направлению спортивный менеджмент (2000—2002).
Помимо регби, серьезно занимался баскетболом (10 лет). Становился победителем первенства Московской Области в составе команды «Сатурн» г. Раменское.